# 昆仑 (小说)
《昆仑》是大陆新武侠作者凤歌的代表作，是一部连载完成的武侠小说。于2005年初开始在杂志《今古传奇(武侠版)》连载，到年底完成，同年10月，本书正式发行，总印数达80万套。

## 故事背景
《昆仑》的故事背景是南宋末年到元朝建立这一段历史进程。通过男主角梁萧的传奇经历，本书描述了民族大义、江湖恩怨、个人情仇等在这一特定的历史背景下的冲突和发展。

## 组成
- 前传为2002年创作完成的《铁血天骄》(主人公为梁萧之父梁文靖)
- 第一卷 天机卷
- 第二卷 纯阳卷
- 第三集 破城卷
- 第四集 龙游卷
- 第五卷 劫波卷
- 第六卷 天道卷

## 人物
梁萧：梁文靖与萧玉翎之子，自幼聪明伶俐，其父母被萧千绝拆散，母亲萧玉翎被萧千绝带走，父亲梁文靖身亡之后，流落江湖。遇晓霜，入天机，解十算，投元军，攻襄阳，救幼皇，悟鲸息，游西方，得天罚，习得一身武艺，并且悟出和谐之道，与公羊羽，花无媸联手太乙分光剑相抗而不落下风。最终为保护天机宫众人撤离，身负重伤，生死不明（在《沧海》一书中有写到梁萧与花晓霜去了灵鳌岛）此人一生充斥矛盾，遇爱而不得，遇亲而不救，意气用事，但却是一个因其矛盾而真实的人物。
花晓霜：花清渊与凌霜君之女，自幼患有顽疾，身体羸弱。幼时遇梁萧，生情愫，分分合合，终成眷属。花晓霜一生曲折，但其心地善良，内刚外柔，医者仁心。（后事详见《沧海》）
阿雪：韩凝紫之徒，善良淳朴，性甚愚钝，后随梁萧投元军，反元军时因救幼皇身亡。待梁萧情深意重，她的死是梁萧心中永远的痛。
柳莺莺：韩凝紫师侄，性格泼辣骄纵，为梁萧初恋。后为成全梁萧花晓霜，黯然离去。于天山组建天山十二禽。（后事详见《沧海》）
风怜：欧龙子孙女，铁哲之女，欧龙子和铁哲为铸天罚身亡后，带天罚寻梁萧，梁萧收其为徒。其对梁萧颇有情愫。后与花清渊之子花镜圆恩怨纠葛。（后事详见《沧海》）
梁文靖：梁天德之子，梁萧之父。年轻时曾阴差阳错地被推为大宋淮安王之替身而守卫合州。（详见《昆仑前传之铁血天骄》）后被萧千绝设计杀害。
萧玉翎：萧千绝之徒，梁萧之母。被萧千绝带走后长守青灯，后得知梁文靖之死，万念俱灰，终为阻止梁萧与萧千绝生死对决身亡。
萧千绝：萧玉翎之师，绰号“黑水滔滔，荡尽天下”，与 绰号为“凌空一羽，万古云霄”的公羊羽齐名，两人武功不相伯仲，比武多场，各有胜负。其座下三大弟子：萧玉翎、萧冷、伯颜。萧千绝为了报当日花生和晓霜所救之恩，与中条山五宝来到天机宫。在天元阁中，梁萧为元朝军马围困，萧千绝亲率中条五宝赶到，鼎力相救，身受重伤，将死之际，收下中条五宝为入室弟子，而他与梁萧的仇怨亦得消散，长笑而亡。
公羊羽：绰号“凌空一羽，万古云霄”，其妻花无媸，其子花清渊，收云殊为徒。后与梁萧大战，宝剑青螭被天罚斩断而封剑。（后事详情请看《沧海》）
花无媸：天机宫前任宫主，因其夫公羊羽与了情（林慧心）旧情未了而怀恨在心，最终得以释怀。梁萧习得术数很大的原因就是因为花无媸故意为难，让其解出天机十算。
花清渊：花晓霜之父，公羊羽、花无媸之子。
花慕容：花清渊之妹，嫁于云殊。
云殊：云万程之子，公羊羽的第三个徒弟，后来娶了公羊羽的女儿花慕容为妻，并育有一女。
九如：花生的师父，习练大金刚神力，开创禅宗金刚一脉。九如为人洒脱自如，气度不凡，胸怀宽广，虽然看似粗野，放浪不羁，实则精通佛法，乃是不世出的一代高僧。
花生：九如之徒，天性淳朴，天真可爱，后知后觉，力气奇大，为梁萧结为义兄弟。后终成正果，号“花生大士”。（后事详情请看《沧海》）
释天风：为东海灵鳌岛岛主，号称“东海一尊，灵鳌武库”，以灵鳌岛绝世轻功“乘风蹈海”独步江湖。